# 메트로이드 프라임 헌터즈
《메트로이트 프라임 헌터즈》(Metroid prime hunters)는 닌텐도 DS의 전용 게임이다. 1인칭 FPS 게임으로, 총이나 미사일, 트랜스폼(변신모드)등 다양한 무기를 쏘며 상대와 싸우는 게임이다. 폭력성이 다소 있으므로 12세 이용가이며, 혼자서 행성을 떠돌며 궁극의 힘을 가진 '옥토리스'를 모으는 어드벤처 모드와 대결 조건을 유저가 직접 설정하고 인공지능, 혹은 근거리의 다른유저, 혹은 와이파이를 통한 전 세계 유저들과 대결할 수 있는 멀티플레이 모드가 있다. 어드벤처 모드의 주인공 캐릭터는 '사무스 아란'이다.

## 등장 인물

### 7명의 헌터
- 사무스 아란(Samus aran): 어드벤처 모드에서 플레이어가 사용하는 캐릭터이다. 주무기는 일반 총이며, 트랜스폼은 모프볼로, 에너지볼을 생성하여 터지면 주변 상대에게 데미지를 입힌다.(스포일러) 게임 중간의 영상과 최종 보스제거 후의 화면을 통해서 알 수 있듯이 사무스 아란은 사실 특수 갑옷에 둘러싸인 인간 여성이다. 사무스 아란의 특수 무기는 미사일인데, 멀티플레이 모드에서 미사일은 파워 빔과 마찬가지로 기본적으로 10발이 주어지기 때문에 처음부터 특수 무기를 사용할 수 있다는 장점이 있다. 반면에 미사일의 탄수는 일반적인 초록색 아모로는 채워지지 않고, 맵상에 따로 존재하는 미사일 아이템을 획득해야 한다는 단점과, 미사일의 기본적인 유도 성능이 어드벤처 모드보다 떨어진다는 점, 그리고 미사일의 차지 공격은 탄환을 하나 낭비한다는 단점이 있다. 모프볼 상태에서는 유일하게 부스트를 사용하여 순간적인 속도가 빠르고 부스트는 속도 상승 이외에 공격 판정까지 있어서 유용하다.
- 위블(Weavel): 게임 스토리에 의하면, 위블은 우주해적단의 일원이었으나, 과거 사무스 아란과의 전투에서 하반신을 잃어 하반신을 파워 슈트로 보강하여 사이보그가 된 강력한 캐릭터다. 주무기는 베틀해머로, 초록색의 대포를 곡선으로 연속 발사하여 상대를 공격한다. 이것으로 상대를 넘어뜨릴 수도 있다. 트랜스폼은 하프터릿으로, 상반신과 하반신이 절반의 HP를 나누워 갖고서 각자 따로 적을 공격하는 것이다. 하반신은 플레이어가 따로 조작하지 않아도 스스로 공격한다.다만 둘로 나뉜 만큼 상반신의 위력은 다른 헌터들의 트랜스폼보다 떨어진다.

- 사일럭스(Sylux): 사일럭스는 은하연방제로 보이는 방어구를 장착하고 있다. 다른 캐릭터들보다 상대적으로 머리가 크기 때문에 헤드샷을 당할 가능성이 비교적 크다고 한다(우스갯소리일 가능성을 염두에 둘 것). 주 사용 무기는 '쇼크코일' 로, 강력한 전기충격이다. '쇼크코일'은 다른 무기와 다르게 정확히 명중하지 않아도, 상대를 어느정도 추적하는 기능이 있고, 연사능력이 뛰어나며, 상대방의 데미지를 자신의 에너지로 흡수할 수 있다는 놀라운 장점이 있으나, 다른 무기들에 비해 데미지가 약한 편이라는 단점이 있다. 트랜스폼은 '락죠' 인데, 사무스 아란의 트랜스폼인 '모프볼'처럼 에너지 붐을 설치하여 터졌을 때 주변 적에게 데미지를 입힌다. 락죠 상태에서 설치하는 폭탄은 단순히 폭발로는 데미지를 주지 못하며, 반드시 적이 미리 설치된 폭탄에 근접해야 작동된다. 폭탄을 2개 설치했을때는 폭탄과 폭탄사이에 와이어가 생기는데 적이 이 와이어에 들어오면 그 순간 폭탄이 조여들면서 적을 공격한다. 그러나 데미지는 약하다. 폭탄이 2개 설치된 상태에서 폭탄을 하나 더 설치하면 폭탄 3개가 일제히 터지는데 폭탄을 삼각형으로 배치할 경우 적이 그 삼각형 안에 있으면 폭탄 3개가 일제히 조여들면서 엄청난 데미지를 입힌다.

- 트레이스(Trace): 게임 스토리에 의하면 크리켄 족의 일원이다. 저격수타입의 뛰어난 캐릭터여서 많은 플레이어들이 애용한다. 이 캐릭터는 몇가지 저격수로서의 특징을 가지고있는데, 첫 번째로, 곧고 정확하며, 강력한 레이저무기이다. 이 레이저 무기는 '임페리얼 리스트'라고 부르는데, 정확히 조준하면 원샷 원킬이 가능하다. 다만 임페리얼 리스트의 레이저 이펙트가 저격수의 위치를 알려주게 되므로, 같은 장소에서 계속 사용하는 것은 위험하다. 다음은 위장 기능이다. 사실 위장이라고 하기엔 조금 차이가 있지만, 트레이스는 정지상태에서 반투명이 되어 뒷배경과 섞여 거의 노출되지 않는다. 따라서 멀리서 숨어 공격하기에 적합하다. 트레이스의 트랜스폼은 '트리스켈리온' 으로, 다리가 3개인 거미 형태이다. 트리스켈리온 상태에서는 정지할 경우 완전투명상태가 되어 적을 급습하기에 매우 유리하다.

- 녹서스(Noxus): 녹서스는 게임 스토리에 의하면 보온족의 일원이다. 주 사용 무기는 '쥬디케이터' 인데, 저온 플라스마를 발사하는 방식으로, 다른 무기들과는 달리 한번 쏘면 그 탄환이 소멸되지 않고, 벽이나 주변 사물들에 계속 부딪히고 반사되면서 공격력을 가진다. 또한 풀 차지(full charge) 로 쏠 경우 상대방을 얼려 얼음속에 가둘 수 있는데, 이를 잘 활용할 수 있도록 다른 캐릭터들 보다 걸음속도가 더욱 빠르다. 트랜스폼은 '보사이드'로, 팽이처럼 회전하면서 상대에게 대미지를 입힌다. 보사이드 상태에서의 공격력은 모든 트랜스폼 공격력중 가장 강력하다.

- 스파이어(Spire): 스파이어는 게임 스토리에 의하면 '다이아 몬트' 족의 일원이다. 커다란 바위조각처럼 생겼으며, 어드벤처 모드에서 알 수 있듯이 용암속에서도 데미지를 입지 않는다는 장점이 있다. 주무기는 '마그몰' 인데, 용암 덩어리를 발사하는 형태이다. '마그몰'은 풀 차지 로 쏠 경우 맞은 상대의 전신에 불이 붙어 일정시간 불이 꺼질 때까지 지속적으로 데미지를 입힐 수 있다. 트랜스폼은 '다이아린치' 인데, 울퉁불퉁한 바위모양으로, 돌팔을 휘둘러 큰 데미지를 입힌다. '다이아린치'의 또다른 장점은 울퉁불퉁한 외관 덕분에 아무 벽이나 타고 올라갈 수 있다는 점이다. 따라서 다른 캐릭터들이 갈 수 없는 높은 절벽 위에 올라가 공격할 수 있다.

- 칸덴(Kanden): 게임 스토리에 따르면, 칸덴은 원래 사병용으로 만들어진 실패작으로, 혼자 활동하며 전투를 수행한다고 한다. 주무기는 '볼트 드라이버'로, 플레이어들이 가장 성가시게 여기는 무기중 하나다. 볼트드라이버를 풀 차치로 쏘면 맞은 상대는 몇초간 시야가 흐려저 추가공격을 당하기 십상이기 때문이다(게다가 풀 차치로 쏘면 유도성도 생기게 된다). 트랜스폼은 '스팅라바' 로, 곤충의 DNA와 결합하여 나온것인데, 기어다니며 꼬리끝에서 생성되는 애벌레 폭탄을 이용하여 적을 공격한다. 이 애벌레 폭탄 역시 유도성이 있다.

### 기타 방해요소, 적
- 공중에 떠있는 형태로 플레이어를 공격하는 비행형 몬스터.
- 공중에 떠있는 형태의 해파리모양 몬스터(공격은 스스로 하지 않으나, 접촉할 경우 플레이어에게 데미지를 입히기 때문에 적으로 분류함)
- 천장에 붙어있다가 플레이어를 감지하면 내려와 공격하는 몬스터.
- 바닥에 붙어있는 형태로, 플레이어를 감지하면 원거리 공격을 하는 몬스터.
- 각 행성의 보스들(주로 기둥형태가 많음)

## 배경 공간
한 성단에 모여있는 다양한 행성들을 배경으로 어드벤처 모드가 진행되며, 행성들의 이름은 다음과 같다.
- 셀레스 스테이션
- 엘리노스 행성
- 베스퍼 방어기지
- 아크테라 행성
- 오블리엣 (파이널)

## 평가
| 통합 점수            | 통합 점수 |
| 통합사               | 점수      |
| -------------------- | --------- |
| 메타크리틱           | 85/100    |
| 평론 점수            |           |
| 평론사               | 점수      |
| 1UP.com              | B+        |
| EGM                  | B         |
| 유로게이머           | 8/10      |
| 게임 인포머          | 8.5/10    |
| 게임 레볼루션        | B+        |
| 게임프로             | [ 7 ]     |
| 게임스팟             | 8.6/10    |
| 게임스파이           | [ 9 ]     |
| 게임스레이더+        | 9/10      |
| 게임존               | 9/10      |
| IGN                  | 9/10      |
| 닌텐도 파워          | 85%       |
| 엑스플레이           | [ 14 ]    |
| The Australian       | 9/10      |
| The Guardian         | [ 16 ]    |
| The Independent      | [ 17 ]    |
| The Press            | 90%       |
| The Sunday Times     | [ 19 ]    |
| The Times            | [ 20 ]    |
| The Toronto Sun      | [ 21 ]    |
| The Washington Times | [ 22 ]    |

| 수상                       | 수상                                                                  |
| 평론사                     | 수상                                                                  |
| -------------------------- | --------------------------------------------------------------------- |
| IGN Best of 2006           | Best Action Game (DS)                                                 |
| Nintendo Power Awards 2006 | - Best Graphics - Best Shooter/Action Game - Best Wi-Fi Functionality |